# Victor Willis
Victor Edward Willis, född 1 juli 1951 i Dallas, Texas, är en amerikansk sångare, låtskrivare och skådespelare, mest känd som originalmedlem och sångare i den framgångsrika amerikanska disco-/popgruppen Village People under slutet av 1970-talet. Willis, som på scen var utklädd till en hjälmprydd polis, låg också bakom de flesta av bandets stora hits, såsom "Y.M.C.A., "In the Navy" och "Go West". Han lämnade dock gruppen redan 1980 för att sedan försvinna från offentlighetens ljus.

## Karriären

### Efter Village People
Efter att ha han lämnat Village People 1980 väntade man sig ett försök till en solokarriär av mannen med "den stora rösten". Den blev dock aldrig av. År efter år nekade Willis till att spela in några låtar eller att ens framföra någon av VP:s stora hits. Först år 2007, efter att ha varit ifrån scenen i 28 år, började han uppträda igen - dock i liten skala. En större turné började att planeras men fick avbrytas då Willis tvingades till en operation av stämbanden.

#### Bråk om upphovsrätt
Efter att fört ärendet till domstol fick Willis i september 2013 först äganderätten till 33% av 24 av bandets låtar. Detta då det blivit fastlagt att den till musiken tidigare krediterade Henri Belolo aldrig varit med och skrivit musiken utan enbart publicerat den. Senare, i mars 2015, erkändes Willis till sist som till 50% ägare till detta material.

## Privatlivet
Willis har under många år haft drogrelaterade problem. Senast år 2006–2007 genomgick han en påtvingad rehabilitering. Kort därefter gjorde han sitt första officiella uttalande på 25 år då han gav uttryck för sin längtan efter att leva resten av livet utan droger.
Willis var under åren 1978–1982 gift med skådespelerskan Phylicia Rashad, under 1980-talet känd som Clair Huxtable i TV-serien The Cosby Show.